# Alice Day
Alice Day, pseudonimo di Jacquiline Alice Newlin (Colorado Springs, 7 novembre 1905 – Orange, 25 maggio 1995), è stata un'attrice statunitense.

## Biografia
Ininziò la sua carriera come una delle Bathing Beauty (le bellezze al bagno) di Mack Sennett, ma, come attrice, non oscurò mai la carriera della sorella minore Marceline, che diventò invece una star recitando a fianco di grandi attori quali John Barrymore e Lon Chaney.
Dopo aver recitato in più di sessanta film, in gran parte cortometraggi, lasciò il cinema dopo aver sposato, nel 1930, l'uomo d'affari Jack B. Cohn, dal quale ebbe due figli e da cui divorziò nel 1939.

## Riconoscimenti
Fu una delle tredici WAMPAS Baby Stars del 1928.

## Filmografia

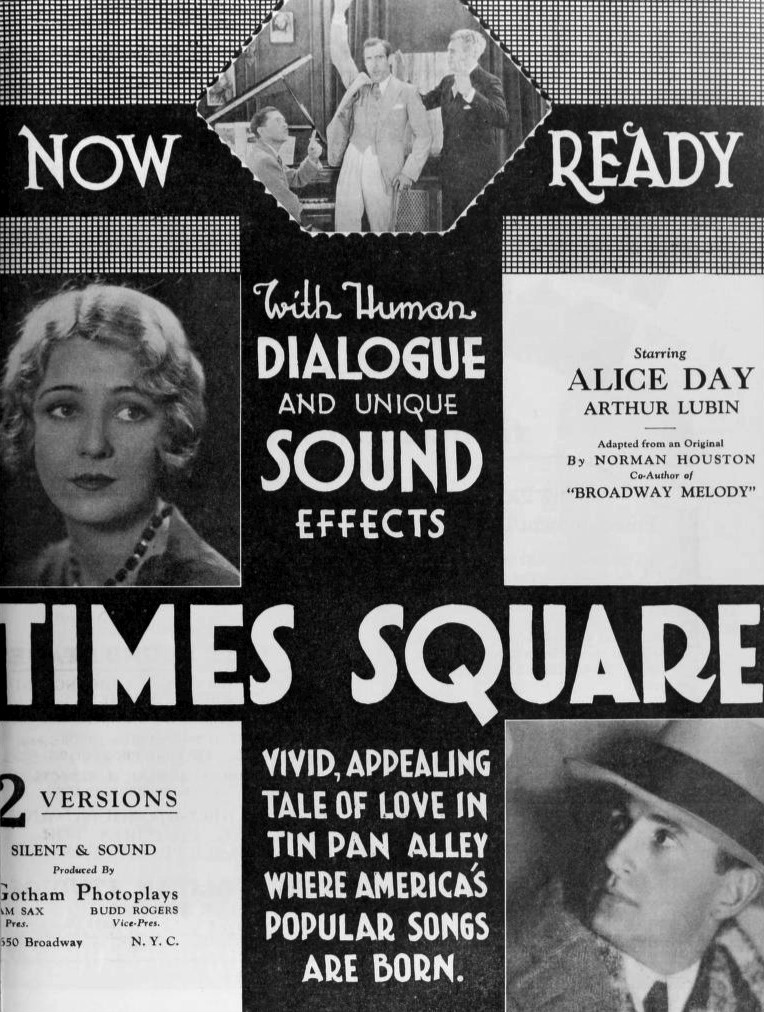
Pubblicità del film Times Square

- The Temple of Venus, regia di Henry Otto (1923)
- My Pal, regia di Albert Herman (1923)
- Picking Peaches, regia di Erle C. Kenton (1924)
- Secrets, regia di Frank Borzage (1924)
- Shanghaied Lovers, regia di Roy Del Ruth (1924)
- Flickering Youth, regia di Erle C. Kenton (1924)
- The Cat's Meow, regia di Roy Del Ruth (1924)
- His New Mamma, regia di Roy Del Ruth (1924)
- Romeo and Juliet, regia di Reggie Morris e Harry Sweet (1924)
- The First 100 Years, regia di F. Richard Jones e Harry Sweet (1924)
- East of the Water Plug, regia di Francis Martin (1924)
- Little Robinson Corkscrew, regia di Ralph Ceder, F. Richard Jones (1924)
- Riders of the Purple Cows, regia di Ralph Ceder (1924)
- The Reel Virginian, regia di Edgar Kennedy e Reggie Morris (1924)
- Off His Trolley, regia di Edward F. Cline (1924)
- The Sea Squawk, regia di Harry Edwards (1925)
- The Plumber, regia di Edward F. Cline (1925)
- Honeymoon Hardships, regia di Ralph Cedar (Ralph Ceder) (1925)
- The Beloved Bozo, regia di Edward F. Cline (1925)
- Bashful Jim, regia di Edward F. Cline (1925)
- Tee for Two, regia di Edward F. Cline (1925)
- Cold Turkey, regia di Edward F. Cline (1925)
- Love and Kisses, regia di Edward F. Cline (1925)
- A Sweet Pickle, regia di Arthur Rosson (1925)
- The Soapsuds Lady, regia di Arthur Rosson (1925)
- Hotsy-Totsy, regia di Edward F. Cline (1925)
- Hot Cakes for Two, regia di Alf Goulding (1926)
- Gooseland, regia di Alfred J. Goulding (1926)
- Spanking Breezes, regia di Edward F. Cline (1926)
- A Love Sundae, regia di Edward F. Cline (1926)
- The Ghost of Folly, regia di Edward F. Cline (1926)
- Puppy Lovetime, regia di Edward F. Cline (1926)
- Alice Be Good, regia di Edward F. Cline (1926)
- Her Actor Friend, regia di Eddie Cline (Edward F. Cline) (1926)
- The Perils of Petersboro, regia di Earle Rodney (1926)
- Should Husbands Marry?, regia di Eddie Cline (1926)
- His New York Wife, regia di Albert H. Kelley (1926)
- Hesitating Horses, regia di Eddie Cline (1926)
- Kitty from Killarney, regia di Edward F. Cline (1926)
- The Waiter from the Ritz, regia di James Cruze (1926)
- Pass the Dumplings, regia di Larry Semon (1927)
- The Plumber's Daughter, regia di Larry Semon (1927)
- A Dozen Socks, regia di Earle Rodney e Larry Semon (1927)
- See You in Jail, regia di Joseph Henabery (1927)
- Night Life, regia di George Archainbaud (1927)
- Il Gorilla (The Gorilla), regia di Alfred Santell (1927)
- The Smart Set , regia di Jack Conway (1928)
- Ballerine del mio cuore (Phyllis of the Follies), regia di Ernst Laemmle (1928)
- La maniera del forte (The Way of the Strong), regia di Frank Capra (1928)
- Red Hot Speed, regia di Joseph Henabery (1928)
- Il principe amante (Drag), regia di Frank Lloyd (1929)
- Times Square, regia di Joseph C. Boyle (1929)
- L'uomo dai due volti (Skin Deep), regia di Ray Enright (1929)
- Is Everybody Happy?, regia di Archie Mayo (1929)
- Derby d'amore (Little Johnny Jones), regia di Mervyn LeRoy (1929)
- Rivista delle nazioni (The Show of Shows), regia di John G. Adolfi (1929)
- The Love Racket, regia di William A. Seiter (1929)
- Il prezzo della gloria (Melody Man), regia di Roy William Neill (1930)
- In the Next Room, regia di Edward F. Cline (1930)
- Ladies in Love, regia di Edgar Lewis (1930)
- Hot Curves, regia di Norman Taurog (1930)
- Valzer viennese (Viennese Nights), regia di Alan Crosland (1930)
- The Lady from Nowhere, regia di Richard Thorpe (1931)
- Love Bound, regia di Robert F. Hill (1932)
- Two-Fisted Law, regia di D. Ross Lederman (1932)
- Gold, regia di Otto Brower (1932)